# ポリオワクチン
ポリオワクチン（英: polio vaccine）とは、ポリオウイルスの感染によって発症する、主として片側性の急性弛緩性麻痺（aute flaccid paralysis:AFP）や、急性灰白髄炎（もしくは脊髄性小児麻痺）を疾患した人、およびポリオウイルスによる感染を予防するためのワクチン。
ポリオワクチンには不活性化ワクチン（IPV）と経口生ポリオワクチン（OPV）の2種類がある。

## 概説
1952年、最初のポリオワクチンは、ジョナス・ソークによってHeLa細胞株に使用された臨床が初の試み。
1955年4月12日、トーマス・フランシス・ジュニアによって不活性化した（死んだ）ポリオウイルスを注射したと、世界中に公式に発表され、アルバート・サビンによって開発された経口生ワクチンは、ポリオウイルスを弱毒化したものが使用された。
サビンワクチンの治験は1957年に開始され、1962年にワクチンとして認可される。
ポリオワクチンの接種対象は、生後3か月以上90ヵ月未満であるが、乳幼児が主に罹患するため、生後3〜18ヵ月が標準の接種年齢として示されている。
ワクチン接種によって、人から人へのウイルス感染を防止することは、世界規模の急性灰白髄炎根絶のために重要である。なぜなら免疫を得たヒトの体内ではポリオウイルスは短期間しか保因状態になりえず、霊長類以外が保有宿主になることは決してなく、また宿主から離れた環境で、ウイルスが長期間生きることはない。
二種類のワクチンによって、世界のほとんどの地域からポリオは根絶され、1988年には350,000件発生していたポリオは2012年には223件に減少した。
一般的に予防接種は、免疫原と共に免疫系を賦活するために行われる予備刺激を働かせ、免疫応答を刺激する事で、感染因子から免疫性を与えるとされる。野生株のポリオウイルスからの感染（人から人）を防ぐために効果的な免疫性の開発こそが、ワクチンを受けた接種者と免疫集団を保護する。
日本で、1975年（昭和50年）から1977年（昭和52年）に生まれた人は、ポリオ3型に対する免疫（抗体）を持つ割合が、ほかの年齢層に比べて低いため、国立感染症研究所は流行地域の渡航に関わらず再接種を勧奨しているが、ワクチン接種は自由診療の任意接種である。
ポリオワクチンは、基本的医療システムで必要とされる最も重要な医薬品を列挙したWHO必須医薬品モデル・リストに含まれている。

## ポリオウイルス

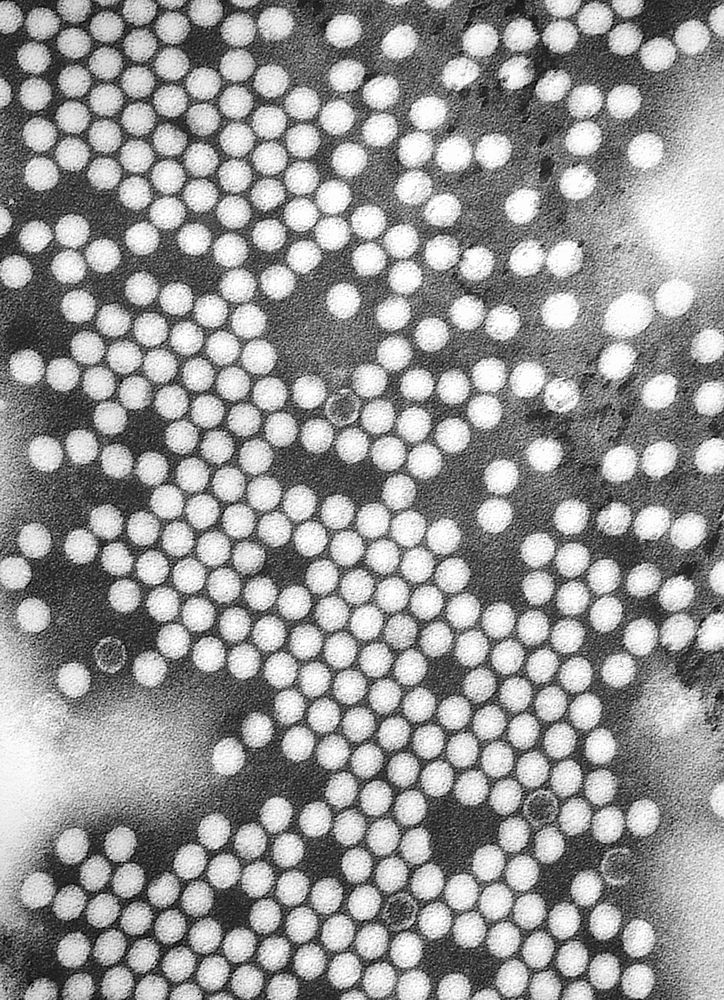
ポリオウイルス

ポリオウイルスは、ピコルナウイルス科のエンテロウイルスに属する。ピコルナウイルス科は非常に小さい（直径30ナノメートル）。エンベロープはなく、多面体のカプシドをもつ（＋）センスRNAウイルスである。
ポリオウイルスは、経口的に人の体内に入り、咽頭や小腸の粘膜で増殖し、リンパ節を介して血液中に入る。その後脊髄を中心とする中枢神経系に達して、脊髄前角細胞や脳幹の運動ニューロンに感染し、これらを破壊する事でポリオの症状を生じる。
感染後、ウイルスは素早く宿主細胞のDNAやRNAの全ての機能を妨害する。ポリオの属するエンテロウイルス（エンテロはギリシャ語で”腸”を意味する）は、多くの化学物質に抵抗性があり、消化管を無傷で通過し、そこで増殖することができる。もし宿主の防御機構で不活性化されなければ、ウイルスは血管やリンパ管に侵入し、身体全体、特に中枢神経に拡がる。
公衆衛生が貧弱であると、エンテロウイルスは増加し、人口が過密であると広がりはひどくなる。このような環境下では、幼少期にこのウイルスに頻繁に曝されるので、大抵の子供達は乳児期に感染を受ける。この時期だと麻痺を起こす事は少なく、年長や成人ではより麻痺に至りやすい。従って麻痺性ポリオは、開発途上国ではあまり流行していない。
ポリオウイルスは、血清型から3種類（1型、2型、3型）に分類され、3種類ともポリオを発症させる。野生株によるポリオ発症は1型によるものが多く、次いで3型である。ポリオの診断は、咽喉スワブや便からウイルスを分離して、その細胞変性効果を診ることによって行われる。

## 不活性化ワクチン
ソークワクチン、もしくは不活性化ポリオウイルスワクチン(IPV)は、3種類の野生株の毒性血統ウイルス、マホーニー（1型）、MEF-1(2型)、ソウケット（3型）を、猿の腎臓の培養細胞(ベロ細胞系統)を用いて培養し、ホルムアルデヒドによって不活性化させたウイルスを注射するワクチン。
ソークワクチンの注射で、血液中のの免疫グロブリンGによる免疫によってポリオウイルスによる感染を防ぐことで、ウイルス血症の進行を防ぎ、運動ニューロンを保護することで、例えば延髄ポリオやポリオ後症候群のリスクを回避することが可能となった。
不活性化ワクチンは4回接種が通常であり、4回目の接種で免疫を賦活するためである。アメリカ合衆国では、ジフテリア、破傷風、百日咳の治療を含めた三種混合ワクチン(DTaP)と、小児科で使われてるB型肝炎ワクチンが開発された。2002年には5価の原子価を組み合わせたIPVを含んだワクチン（商品名：ペディクス）がアメリカ合衆国で使用が認可された。
不活性化ポリオウイルスワクチン（IPV）を使用すれば、90%かそれ以上の割合で、ポリオウイルスの血清型（細胞表面の抗原を基に分類した微生物、ウイルスあるいは細胞の型）である、全3種類を抗体によって進行を防ぐ事ができる。不活性化ワクチンにより、誘導された免疫の記憶は一生持続するが、感染防御以上の抗体持続期間には限りがある。
不活性化ワクチンは血清中抗体は誘導できるが、腸管免疫を誘導できない。このため、ポリオウイルス感染による急性弛緩性麻痺発症予防は可能であるが、経口生ポリオワクチンより流行を阻止する力は劣っている。感染防御レベル以上の免疫持続期間も短期的であり、一生免疫を持続させるためには、定期的な接種が必要で、そのために接種費用が高くなる。

## 経口生ポリオワクチン

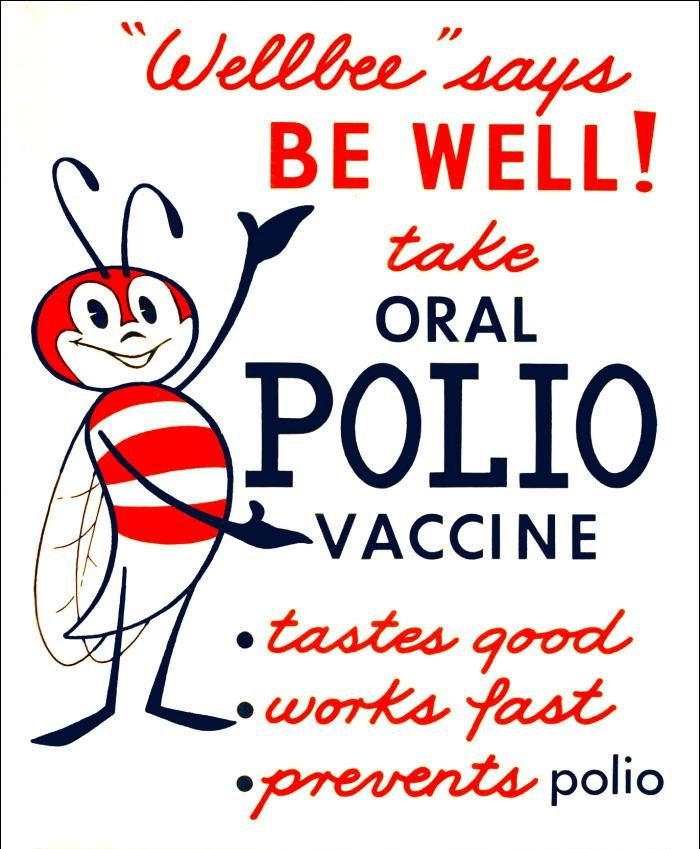
1963年のこのポスターは公衆衛生の国際的象徴とされている。マスコットの名は"ウェルビー" 経口生ポリオワクチンの接種キャンペーンの公共のマスコットである。

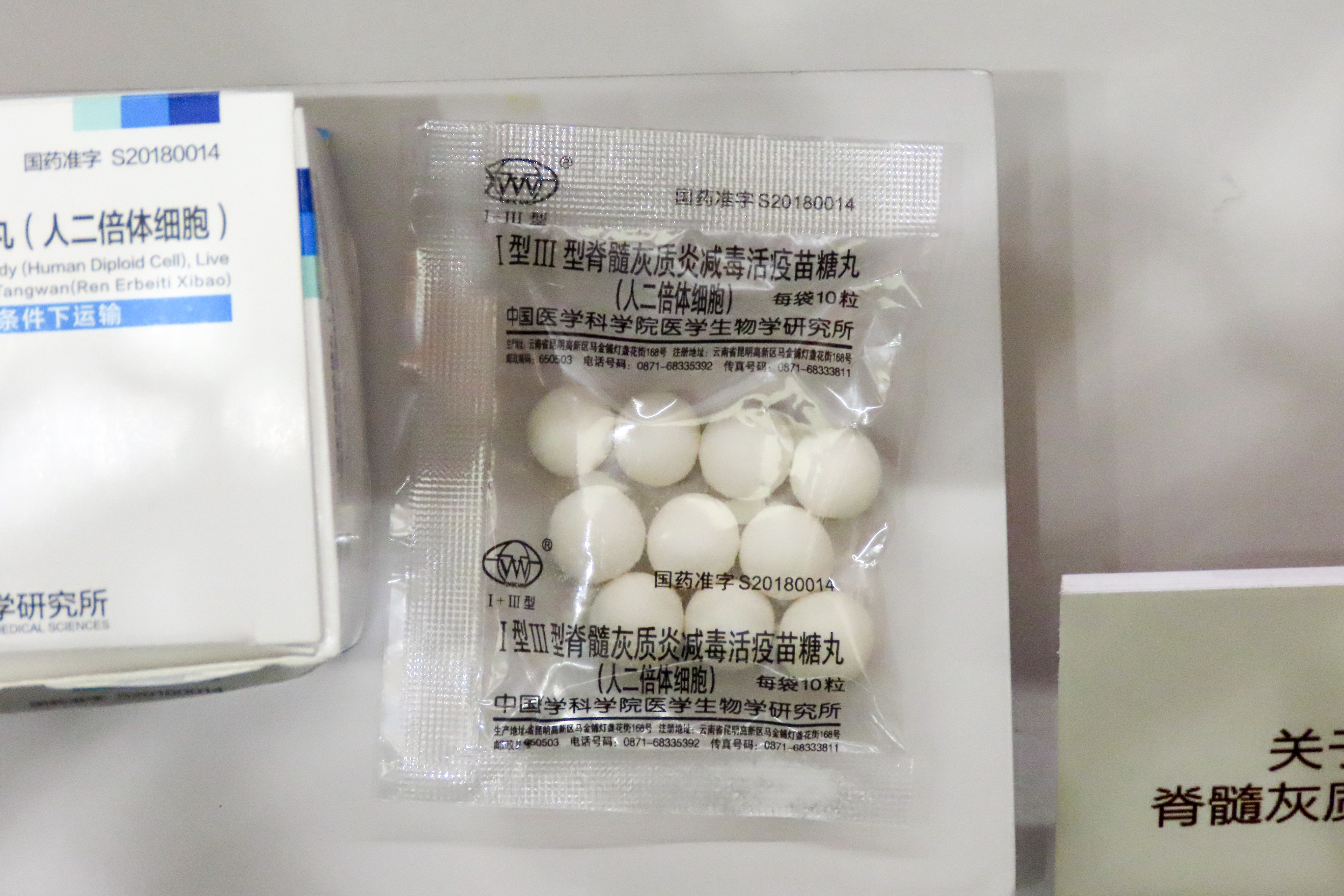
経口生ポリオワクチン

経口生ポリオワクチン（OPV）は、弱毒化された生ワクチンである。ヒト以外の培養細胞で培養され、ヒトの体温より低い温度で馴化されたことによって、ウイルスゲノム内で自然突然変異が誘発され、それによって弱毒化されている。
経口生ポリオワクチンは、咽頭と腸管での局所免疫と全身免疫の両者を誘導する。集団免疫によるポリオ根絶には経口生ポリオワクチンが優れているが、腸管で増殖したワクチン株ウイルスは
便中に排泄され、周囲の人に感染し、周囲の感染を繰り返す中で強毒化する危険性がある。
経口生ポリオワクチンはポリオワクチンを研究するいくつかのグループ（その内の1グループにはアルバート・サビンがいる）で開発がなされ、他のグループにはヒラリー・コプロウスキーやH. R.コックが指揮するもあり、グループ独自の弱毒化ワクチンが研究開発されていた。
1958年、アメリカ国立衛生研究所はポリオワクチンの特別委員会を創設する。あまたあるワクチンの、動物実験において、猿の神経病原性の低発生率を維持し、ウイルスの及ぼす免疫誘導効果を慎重に評価した。1950年後半から1960年前期によるソビエト連邦の大規模な治験は、ミカイル・チュマコブとその同僚によって、ワクチンの効果と安全性が実演された。
これらの治験の結果に基づき、アルバート・サビン達は世界中に経口生ポリオワクチンを配布した。サビンワクチンは、57個あるDNAやRNAを構成する塩基置換（ヌクレオチド）を、ポリオウイルスの有毒原（マホーニー血清型）の中から、ウイルスを弱毒化をしたサビン1系統と、2つの塩基置換になる弱毒化サビン2系統と、10の塩基置換になる弱毒化サビン3系統をそれぞれ区別させた。
この弱毒化要因の共通する3種類のサビンワクチンは、ウイルスの配列内リボソーム侵入部位(IRES)において突然変異を起こし、RNAやDNAのヘアピン様二次構造のステムループ（stem-loop）構造を変化させ、ポリオウイルスの繁殖力を低減させる事で、主細胞のRNAへの感染を防いだ。サビンワクチンの弱毒化したポリオウイルスは、腸の中でとても効果的に増殖し、ポリオウイルスの細胞への感染と複製を阻止したが、神経系組織においては複製することができなかった。
経口生ポリオワクチン（OPV）は管理することが容易で、無菌の注射器や大規模なワクチンキャンペーンのために、持ち運ぶ必要がなかった（経口生ポリオワクチンは、角砂糖に溶かして接種できる）ため、ソークワクチンよりも免疫の観点から、長く提供がされていた。

### ポリオワクチンの種類と特徴
| 項目                 | OPV           | IPV           |
| -------------------- | ------------- | ------------- |
| ウイルスの型         | 1型、2型、3型 | 1型、2型、3型 |
| 投与方法             | 経口          | 注射          |
| 投与回数             | 2回以上       | 4回           |
| 免疫の持続           | 終生          | 一過性        |
| 血中中和抗体の誘導   | あり          | あり          |
| 腸管免疫の誘導       | あり          | なし          |
| ワクチン関連麻痺     | あり          | なし          |
| 周囲への感染         | あり          | なし          |
| 集団免疫効果         | あり          | なし          |
| コスト               | 安価          | 高価          |
| 免疫不全宿主への接種 | 禁忌          | 可能          |

## 一価ポリオワクチン
経口生ポリオワクチンは、通常、薬を入れるバイアル（小瓶）にワクチンを10-20回分詰める。経口生ポリオワクチン1回分（2錠）は、サビン1系統で1,000,000感染単位を含み、サビン2系統では100,000感染単位、サビン3系統では600,000感染単位が含有されている。ワクチンには、抗生物質からネオマイシン（アミノグリコシド系抗生物質）とストレプトマイシンまで含まれるが、防腐剤は含まれない。経口生ポリオワクチン1回で、3種類のポリオウイルス血清型に対して、接種者のほぼ50%が免疫性を獲得することができる。生弱毒化経口生ポリオワクチンの3回で、3種類あるポリオウイルスの全てに対して、接種者の95%以上に抗体による免疫性の保護がみられる。経口生ポリオワクチンは、野生株のポリオウイルスの主感染細胞において、消化器中の免疫の生産が優れており、野生株のウイルスによる感染をほぼ防ぐ事ができる。1961年に1型と2型の一価経口ポリオウイルスワクチン(MOPV)が認可され、1962年には3型のMOPVが認可される。
1963年には、3価経口生ポリオワクチン（TOPV）が認可され、アメリカと世界中の多くの国においてワクチンの病状に適したワクチンの選択が可能となったため、不活性化ポリオワクチンからとって代わり主流となる。イミュニゼーション（免疫性を与える事）の大きな第二の波は、ポリオという病気の数をより大幅に減少させる事となる。1962年と1965年の間、約1億人に及ぶアメリカ人（当時の人口の56%に当たる）はサビンワクチンを接種した。事実、急性灰白髄炎の病気の多くが減少し、ソークワクチン接種の後でさらなる減少に繋がる事となった。ワクチンで使われる生ウイルスは、公衆衛生が低い便器とウイルスが広がっているコミュニティの中で発生する。生ウイルスは温度の高い地域と人里離れた場ところでの発生が起こりやすいという問題があるため、厳重に保管され輸送される。経口生ポリオワクチンは生ウイルスワクチンとして、ほぼ永久に、免疫性の獲得のため利用されるだろう。

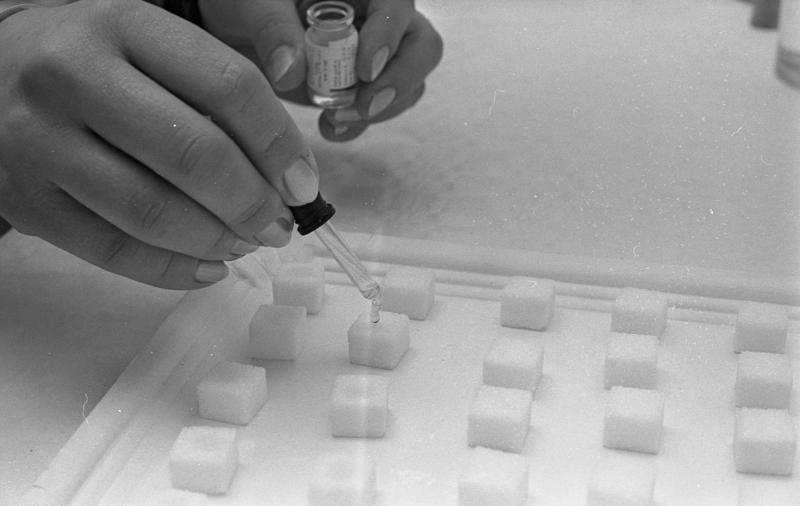
1967年に西ドイツのボンで行われた、角砂糖に1回分の経口生ポリオワクチンを加える図

## 歴史
ポリオは大変古い病気である。数千年前のエジプトの壁画にもはっきりとその疾病によって引き起こされた様子が描かれている。今日、アメリカ合衆国で感染するのは、大抵が予防接種を拒否している宗教集団か、ワクチンによって守られていない不法入国した外国人である。
麻痺性急性灰白髄炎（ポリオ）は、1979年のアメリカ合衆国において、野生株のポリオウイルスが原因による風土病として、アメリカ合衆国中西部にあるいくつかの州のドイツ系移民の宗教集団（アーミッシュ）の間で発病されたケースが、アメリカにおける麻痺性急性灰白髄炎（ポリオ）の最後のケースになった。

### 1936年
1936年、ニューヨーク大学の研究助手のモーリス・ブロディは、すりつぶした猿の脊髄を使い、ホルムアルデヒドで不活性化したポリオワクチンの生成を試みた。ブロディによる当初の試みは十分な量のウイルスを得られず、うまくいかなかった。まずブロディ自身と、何人ものアシスタントがワクチンの実験体となり、それから3,000人の子供にワクチンを施したが、子供達の多くにアレルギー反応が顕れただけで、ポリオの免疫を獲得した例はなかった。
同年、フィラデルフィアの病理学者ジョン・コルマーは、ポリオワクチンを開発したと主張したが、そのワクチンではポリオの免疫性の獲得ができないばかりか、麻痺性ポリオの原因となった事で非難された。ジョン・コルマーのワクチンを投与した内の9人には、致命的な麻痺が発症した。

### 1948年
1948年、ボストン小児病院で働いていたジョン・フランクリン・エンダースの研究グループにより、ポリオウイルスが様々な身体組織で増殖することを新発見する。それまで神経細胞でしか培養できなかったポリオウイルスの大量培養を可能にした。このグループは、近年の研究では細胞培養によって流行性耳下腺炎（おたふく風邪）を発症させることに成功。
1948年3月、トーマス・ハックル・ウェーラーは肺組織において、水痘ウイルス（みずぼうそうを発病させるウイルス）の培養に成功。続けて、トーマスは試験管にポリオウイルス培養のため、ウイルスを植え付けたが、観察が終わった後に試験管の中が使われていなかった事に気がつく、ポリオウイルスとテスト用の試験管に残ったものを加えたものによって、実験用マウスの脳ではポリオウイルスの感染が確認できて、わずかだったがポリオウイルスを培養させることに成功した。この成功はワクチン研究に多大な成果を促し、エンダースとその同僚達、トーマス・ハックル・ウェーラーとフレデリック・チャップマン・ロビンスは1954年にノーベル生理学・医学賞を受賞した。
この年には、3種類のポリオウイルス血清型が証明されている（ポリオウイルス1型：PVもしくは、マホニー、PV2：ランシング、PV3：レオン） ポリオウイルスは血液に存在し、中風（麻痺）を引き起こすタイプが検出され、ガンマグロブリンが麻痺性ポリオウイルスに対抗しウイルスが中和されることによって、抗体による保護がなされる。

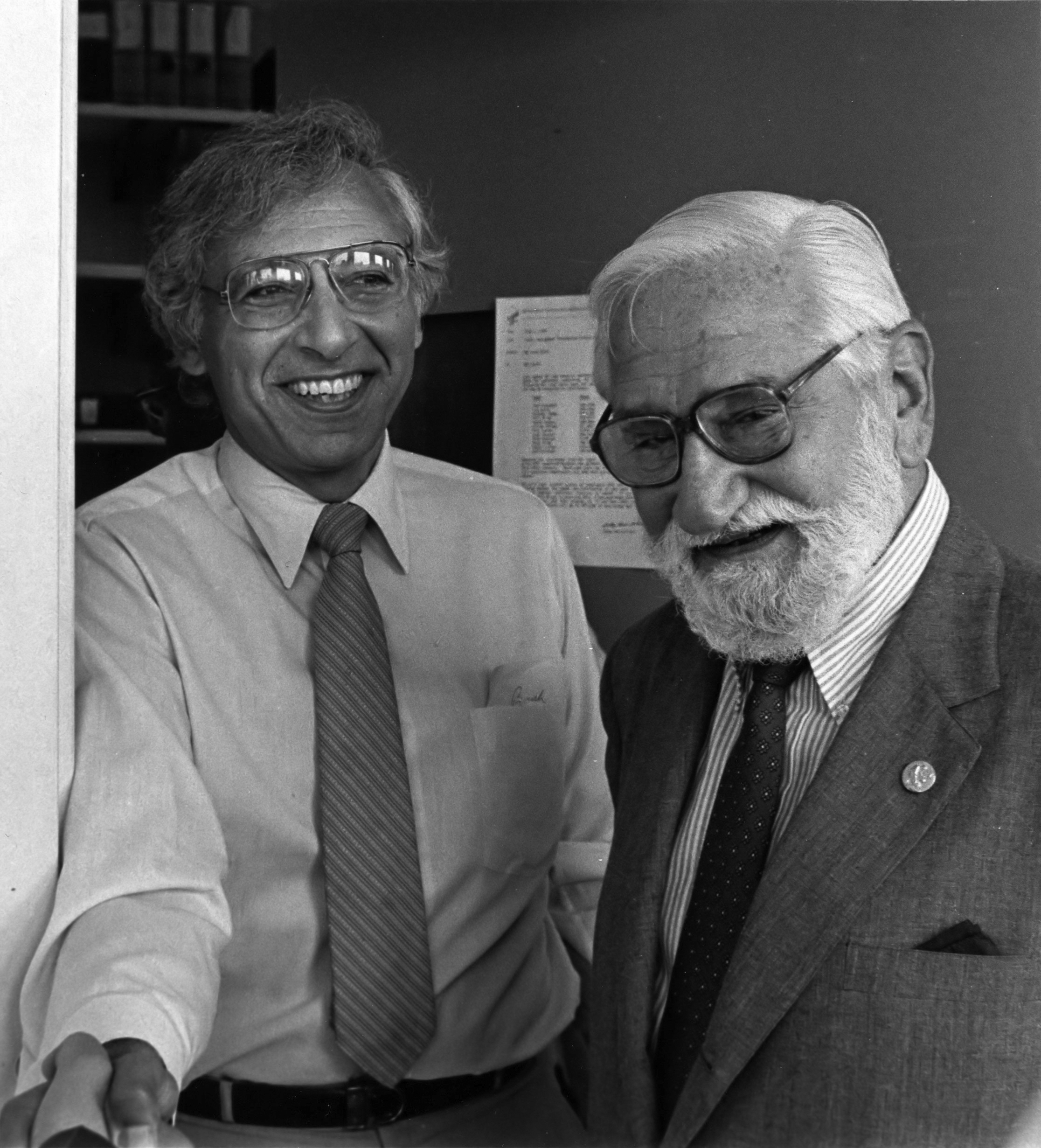
アルバート・サビン (右) とロバート・ギャロ, およそ1985年

### 1952-1953年
1952年-1953年のイギリスでポリオウイルスが原因とされる病気が93,000件起こった、このイギリスのポリオによる伝染病の最中に、広告利益の中から数百万ドルが、ワクチンのマーケティングとポリオワクチンの研究に投資された。H.R.コックの指揮するニューヨークのレダール研究所にも投資され、レダール研究所で働いていた、ポーランド生まれでウイルス学者であり、免疫学者でもあるヒラリー・コプロウスキーによって、1950年に世界初であるポリオワクチンが成功したと発表された。コプロウスキーのワクチンは弱毒化された生ウイルスを口から投与するワクチンだったが、まだ研究段階にあり使用するにはジョナス・ソークのポリオワクチン（不活性化ウイルス注射ワクチン）の発表の後、5年を待たなければ市場には出せないものであった。コプロウスキーの弱毒化ワクチンは、継続的にスイスのアルビノ種マウスの脳を実験し続け、7度目で実験で麻痺を引き起こさずに、ポリオウイルスの神経組織への感染を防ぐ事に成功した。その後1回〜3回のラットによる実験を行った後、ワクチンのヒトへの使用の安全性を確証していった。
1950年2月27日、コプロウスキーの生きた弱毒化ワクチンはレッチワース村で生活する8歳の少年で最初のテストが行われた。コプロウスキーはニューヨークの施設では肉体的、精神的に実験を行う事ができず、実験後8歳の少年には副作用は起こらなかった。その後、コプロウスキーは実験の対象を19人（子供）に広げていった。

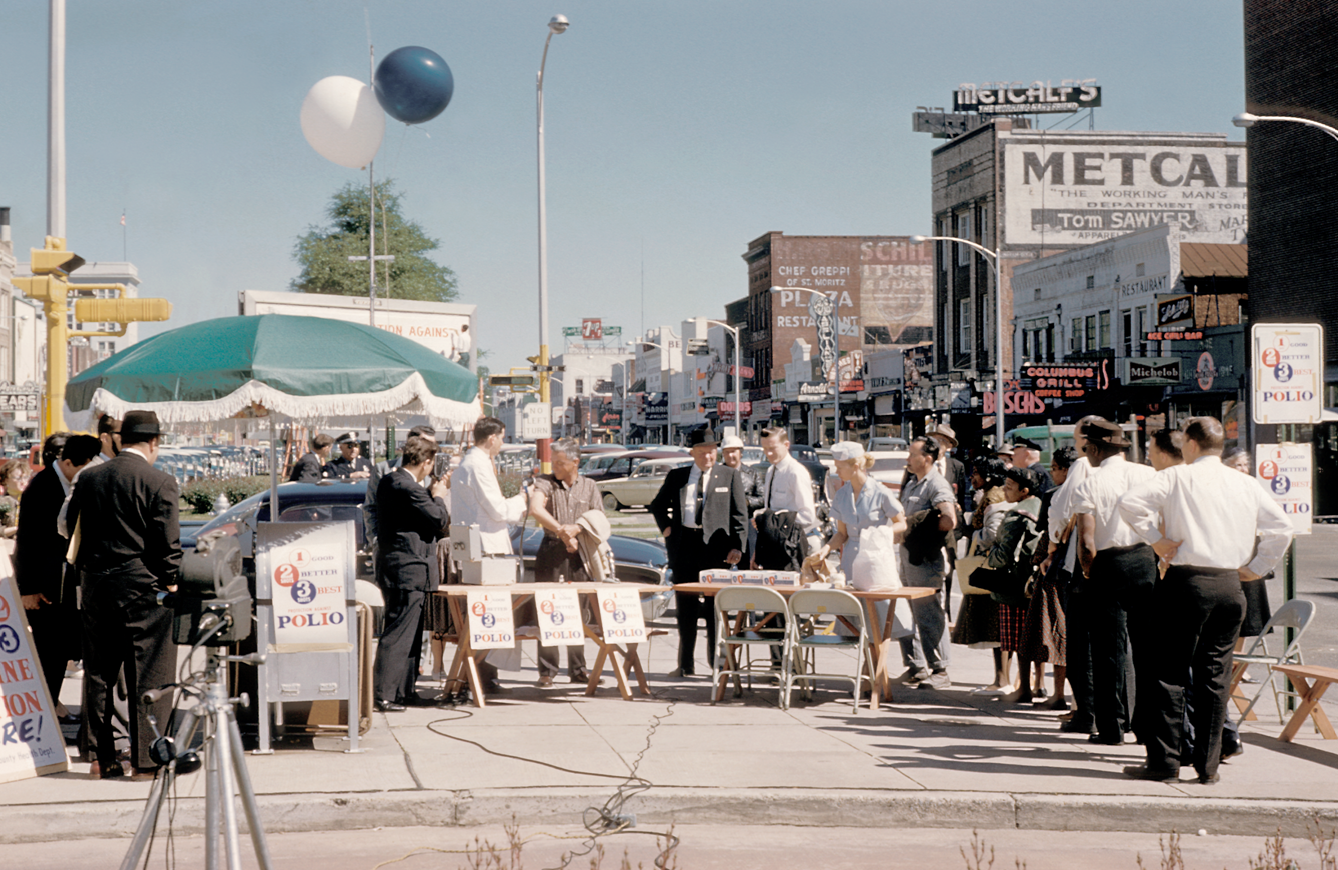
コロンバス (ジョージア州)での大規模なポリオ予防接種（国立ポリオ免疫プログラムの早日）

### ジョナス・ソーク

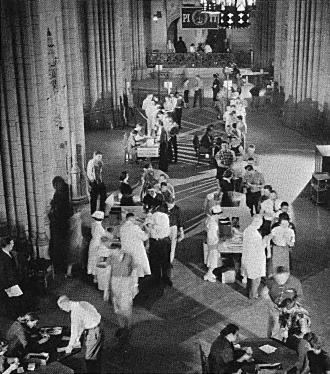
ポリオワクチン接種本部,1957年のピッツバーグ大学 ジョナス・ソークとソークのチームがワクチンを開発した

1952年、最初の効果的なポリオワクチンを開発したピッツバーグ大学の ジョナス・ソークだったが、臨床試験には何年もかかった。長い期間の忍耐により、ソークはCBSラジオで、1953年3月26日に大人と子供の小集団におけるテストが成功を収めたと報告している。この2日後、JAMA（米国医師会雑誌）に結果が公表された。1954年2月23日、ワクチンはピッツバーグのアーセナル小学校と障害者児童のためのD. T.ワトソンの家で投与が開始された。ソークワクチンのテストは、トーマス・フランシスJrが指揮を執った事から、通称フランシス・フィールド・トライアルと呼ばれ、歴史上最大規模の医療実験とされている。
実験の当初、ヴァージニア州マクリーンのフランクリン小学校の子供達4,000人を対象として開始され、最終的にはメイン州からカリフォルニア州に及ぶ全米44州、延べ1800万人に及ぶ子供達が参加するという広大な規模で行われた。治験（実験）の終わりまでに、子供達にはおおまかに見積もっても、44万回に及ぶワクチン注射を1回、もしくはそれ以上投与し、約21万人の子供達には偽薬（プラシーボ）が投与され、無害な培地として比較するため、120万人の子供達のグループには予防接種と臨床の工程を受けさせないよう管理し、ポリオウイルスへの感染状態を観察した。フランシス・フィールド・トライアルの結果が、1955年4月12日に公表される。（同日はフランクリン・ルーズベルト大統領の死後10年と同日。大統領の麻痺は一般的にはポリオが原因だと信じられていた）ソークワクチンは、PV1（ポリオウイルス1型）には60-70%の効果があり、PV2（2型）とPV3（3型）に対しては90%を超える効果を見せ、延髄ポリオの進行には94%という驚くべき結果となった。ソークワクチンは同年には子供予防接種キャンペーンとして、すぐにその認可が降りた。NGOのマーチ・オブ・ダイムスの大規模な予防接種キャンペーンが促され、アメリカの記録ではポリオウイルスが原因となる病気は、1953年の35,000件から1957年には5,600件と大きく下落し、1961年に至っては、たったの161件と記録されている。

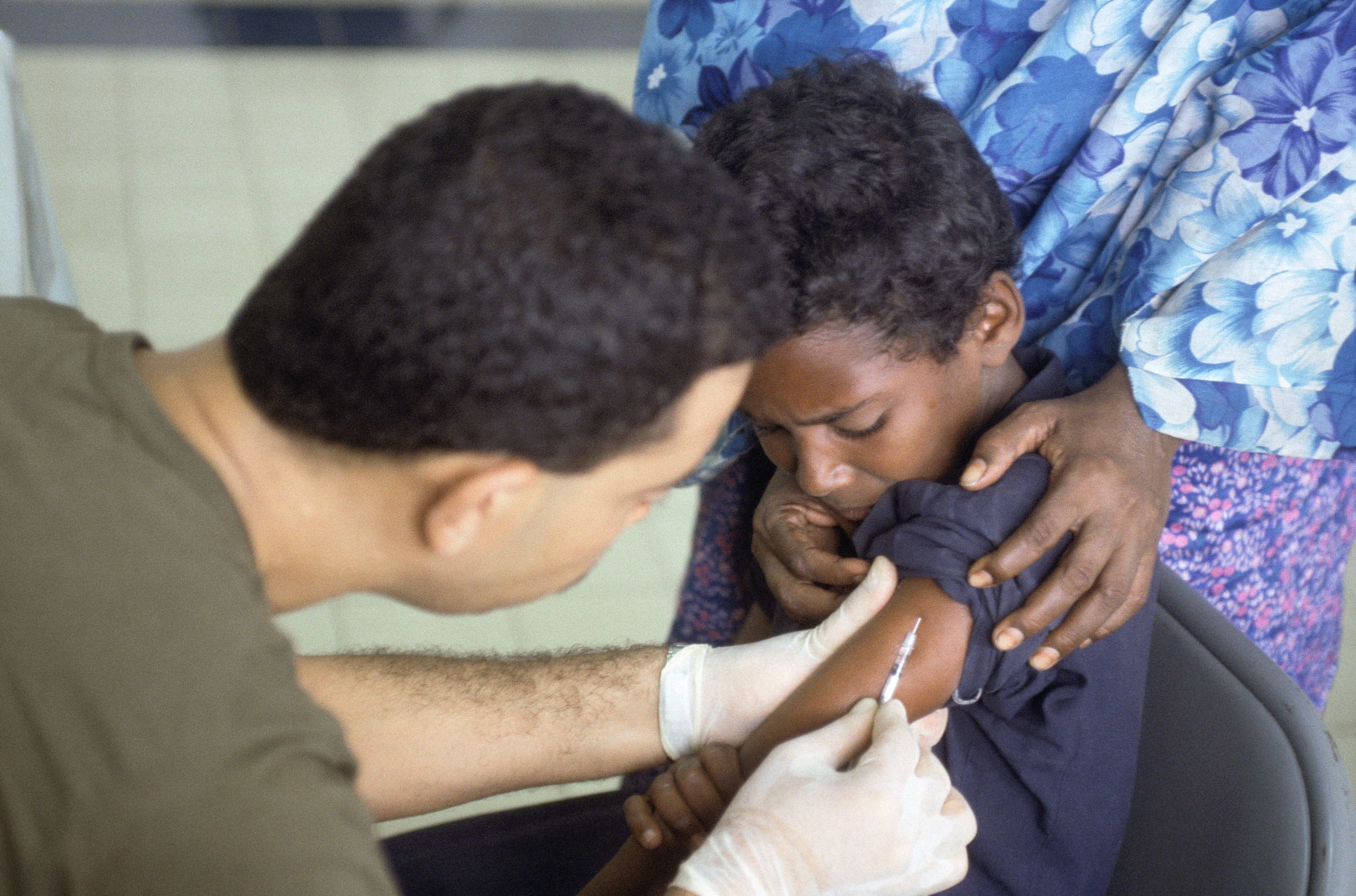
ソマリ族の男の子に不活性化ポリオウイルスワクチンを投与している写真 (モガディシュ, 1993)

### 1987年
不活性化ポリオウイルスワクチン（IPV）の薬理学的な潜在性の増加にともなって、1987年11月にアメリカで正式にポリオワクチンと認可された。ポリオワクチンの予防接種は生後から始まり、最初の注射は生後まもなく（生後1-2か月の間）投与され、2度目は生後4か月、3度目の注射のタイミングとしては、生後6か月から18か月の間に投与すべきだとされる。追加の予防接種としては、年齢としては4歳から6歳が目安となり、学校に入るまでのに全部で4度受けることが公式的な予防接種とされる。国によっては5度目の予防接種は青年期の間となっており、発展途上国の大人（18歳かそれ以上の歳）の予防接種としては必要に応じて受ける。これは、発展途上国において、ほとんどの大人はすでに野生株ポリオウイルスに曝される危険性が非常に小さいためである。

### 1988年
1988年、ポリオ根絶が世界的な動きをみせ、世界保健機関、国際連合児童基金や国際ロータリー基金が主導となり、アルバート・サビンが開発した経口生ポリオワクチンが各国へ広がる。

### 1994年
1994年までには、南北アメリカでポリオは根絶された。2000年に入ると、オーストラリア、中国を含む西太平洋の36ヵ国も公式に根絶を宣言し、2002年、ヨーロッパでも根絶したとされた。ポリオが原因による病気が2年以上発生されたなかった国は、ポリオフリーとみなされ、2011年1月、インドでのポリオによる病気がなくなったと報告され、それにより2012年2月には世界保健機関（WHO）のポリオ感染国からインドが外される。2008年には、風土病としてポリオが流行している国は、たった3国（ナイジェリア、パキスタン、アフガニスタン）となった。
世界中のほとんどの地域で、ポリオウイルスによる伝染が防がれたが、しかし、野生株のポリオウイルスによる、ポリオの輸入には継続的に感染リスクは高まるものの、仮にポリオウイルスが輸入される事で人による感染者が出ても、急性灰白髄炎が発生するのは、発展途上国の未発達な医療技術と貧困による不衛生な限られたエリアとされているが、その反面、野生株のポリオウイルスの輸入（および伝染）を防ぐための高度な医療技術による予防接種は維持されなければならない。

## ワクチンによるポリオ感染
経口生ポリオワクチンについて、神経学的感染と麻痺性ポリオに対して、ワクチンの普及が達成されると、経口ポリオワクチンの副反応である、ワクチン株により発症する急性弛緩性麻痺（ワクチン関連麻痺：vaccine associated paralytic poliomyelitis:VAPP）と、ワクチンを受けた人から周囲の人に感染し、感染を受けた人が発症する急性弛緩性麻痺（ワクチン接触例:vaccine contact case:VCC）が問題となった。
臨床では、急性弛緩性麻痺が発病しても、それが生ワクチンによるポリオウイルスが原因となったのか、野生株のポリオウイルスが原因になったのかは判別ができない。ワクチン投与による麻痺性急性灰白髄炎の発病や、生ワクチンのポリオウイルスが原因となる発病が報告されたが、これは、経口生ポリオワクチンが普及した一部の地域に起きている事で、経口生ポリオワクチン自体が原因によるものだと思われる。
野生株ポリオによる病気の減少と、経口生ポリオワクチンによる発病のため、安全性の観点からもポリオワクチン由来株不活化ワクチンの方が優れている。不活化ポリオワクチンを接種した時、野生株ポリオウイルスに曝される小さなリスクは残るものの、不活化ワクチンは、経口生ポリオワクチンに比べて胃腸免疫性の獲得が少ないが、神経系組織からのウイルスの感染を防ぐ要因は高く、1950年代中期のポリオワクチンの広がりは、多くの工業国の間で急性灰白髄炎の減少となった。2000年のアメリカ、2004年のイギリスの経口生ポリオワクチンの使用が中止されたものの、世界中の多くの国では使用され続けていた。
2013年のインドでは、経口生ポリオワクチンの副反応による急性弛緩性麻痺が4件起こっている。副反応による急性弛緩性麻痺は、地域により異なるが750,000あたり1件のワクチン接種者が発病した事例もある。また、副反応は子供より大人に多く発病が見られ、子供でも免疫不全に侵されている子供の中では急性弛緩性麻痺にかかるケースは7000件以上ある、特にB型肝炎症状（無ガンマグロブリン血症と低グロブリン血症）と共に顕れ、抗体による保護が低下する。
VAPPとVCCは、高品質の予防接種を複数回受ける事で、免疫性の獲得を促して、発生を阻止することが可能であり、世界保健機関は予防接種による恩恵は、仮にワクチンが原因となりポリオが発病するリスクと比較しても、予防接種を受けないよりも予防接種を受けた方が良いと考えている。

## 汚染関係
1960年、ポリオワクチン製造のため使われていたアカゲザルの腎臓細胞がSV40ウイルス（シミアンウイルス40）に感染していたことが判明した。SV40は、1960年にサルに自然発生したウイルスとして感染が発見され、1961年には、SV40はネズミ目にできた腫瘍とされていた。近年、ウイルスは人間の癌として決まった形で発見されており、脳腫瘍と骨腫瘍、胸膜、腹膜中皮腫、非ホジキンリンパ腫の何種類かがウイルスによるものとされているが、SV40が癌の原因となると判明した訳ではない。SV40は1955〜1963年の間、不活性ワクチンの副作用(蓄積)として発見された。経口生ポリオワクチンでは発見されず、1955年-1963年の間にワクチンを9800万を超えるアメリカ人が一回からそれ以上接種し、SV40によって汚染されたワクチンを1,000,000-3,000,000人のアメリカ人が接種したとされ、分析後、汚染ワクチンが1980年まで東側諸国（ソビエト連邦、中国、日本、アフリカ諸国の複数国）で使われた可能性がある。これは何億人がSV40に曝されていた事になる。1998年、アメリカ国立がん研究所が大きな治験を始めて、汚染されたワクチンが癌情報（SEERデータベース）に加えられた。治験によって、SV40を含んだワクチンを接種した人が癌と診断されなかったため、汚染ワクチンによる癌は増加していないことが公式に発表され、1957年後半の汚染されたワクチンを接種した700,000人の癌発生率を、スウェーデンの大規模な治験では調査したところ、治験によってSV40を含んだポリオワクチンを接種した人の癌の増加はないと発表された。SV40が原因とされる癌については疑問が残るが、人の身体組織の中でSV40の発見は長期に渡る論争の解決になるとされる。
1958年から、米国国立衛生研究所は、経口生ポリオワクチンがサビン系統に対して最も安全であると決定を下した。1957〜1960年の間、ヒラリー・コプロウスキーは世界の至るところで、自分のワクチンを投与し続け、アフリカのベルギー領地（現在のコンゴ民主共和国、ルワンダ、ブルンジ）において、そのワクチンはおよそ100万人に投与された。治験の結果によりある議論が持ち上がる。経口生ポリオワクチンが原因でAIDSを発症したのではないかという仮説（AIDS仮説）は、危険性を顧みずに長年ワクチンを投与し続けたという非難となり、チンパンジーから人へのSIV感染を起こしたという状況が、今のAIDS問題に繋がる。しかし、これらの仮設はいくつかの治験により仮説が誤りであることを明らかになっている。
2004年、アフリカにおいて急性灰白髄炎のケースは減少しているものの、（アフリカ大陸の西部の孤立した地域では、現在でも時々発症する）近年、ポリオワクチン予防接種キャンペーンの反対活動が活発化しており、その原因はワクチン接種による不妊とされている。急性灰白髄炎が、ナイジェリアで再び猛威を振るい、アフリカの他の国にも及んでいる。これを受けて疫学者達は、アフリカの一部地域の人々が、自分の子供にポリオワクチンを受けさせることを拒んでいるためだと信じている。